# Serra do Facão
A serra do Facão é um complexo montanhoso localizado na região dos campos gerais, no estado do Paraná, no Brasil.
A serra está em média a 1000 metros acima do nível do mar, no segundo planalto paranaense. Há na serra uma comunidade de moradores, comunidade esta que também recebe o nome de Serra do Facão, no município de Imbaú.
A Serra do Facão atravessa completamente o município de Imbaú de sudeste a noroeste, apresentando uma paisagem com uma topografia bastante acidentada, tendo encostas íngremes e uma série de morros alongados paralelos formados pelo derrame de lava no Mesozóico. Nos topos aplainados e vertentes abruptas em diques de diabásio há a vegetação típica (vegetação dos enxames de diques de diabásio) parcialmente conservada. Os solos de natureza eruptiva básica suportam uma vegetação classificada como parte do ecossistema da Floresta de araucária (Floresta ombrófila mista). Em áreas onde houve a supressão da mata é observada a fragilidade natural, aliada a grandes declividades, tornando esta serra altamente frágil, suscetíveis à erosão e a potencial degradação.